# Syzygium rotundifolium
Syzygium rotundifolium är en myrtenväxtart som beskrevs av George Arnott Walker Arnott. Syzygium rotundifolium ingår i släktet Syzygium och familjen myrtenväxter. IUCN kategoriserar arten globalt som sårbar.
Artens utbredningsområde är Sri Lanka. Inga underarter finns listade i Catalogue of Life.